# Francisca Lladó Pol
Francisca Lladó Pol   (Buenos Aires, 8 d'abril de 1960) és una historiadora de l'art i política balear, diputada al Parlament de les Illes Balears en la VII legislatura.
Doctora en Història de l'Art, és professora titular d'art del segle XX de la Universitat de les Illes Balears. El seu camp d'investigació gira al voltant del còmic i de l'aportació argentina a la cultura de Mallorca. Vinculada políticament al PSIB-PSOE, va substituir Jaume Carbonero, qui havia estat elegit diputat a les eleccions al Parlament de les Illes Balears de 2007. Tanmateix, el 2008 renuncià a l'escó. El març de 2015 fou nomenada acadèmica de l'Acadèmia de Belles Arts de Sant Sebastià.

## Obra
- Trenta anys de còmic a Mallorca (1975-2005) (Palma, 2009)
- El còmic a Mallorca durant els anys vuitanta. Un mitjà de renovació cultural (Freiburg, 2012).
- El viaje como generador del gusto. La respuesta de Norah Borges a la experiencia del viaje a Mallorca (Zaragoza, 2012)
- Artistas argentinos en Mallorca y la divergencia de la crítica en España y Argentina (Madrid, 2013)
- Mecenazgo argentino en Mallorca: Adán Dihel, Carlos Tornquist y el Hotel Formentor (Buenos Aires, 2013)